# Яковлев, Владимир Александрович (артист)
Владимир Александрович Яковлев (род. 4 марта 1954, Мамакан) — советский и российский актёр, исполнитель ролей в опереттах. Народный артист Российской Федерации (2004). Солист Иркутского музыкального театра и солист Санкт-Петербургского государственного театра музыкальной комедии.

## Биография
Владимир Яковлев родился в рабочем посёлке Мамакан Бодайбинского района Иркутской области 4 марта 1954 года.
В 1968 году, когда юному Владимиру исполнилось четырнадцать лет, в Бодайбо с гастролями посетил Иркутский театр музыкальной комедии, с постановкой «Принцесса цирка». Яковлев активно участвовал в школьной самодеятельности и ему доверили открывать занавес. Именно эти детские впечатления и позднее привели артиста работать в театр.
Завершив обучение в школе, Владимир Яковлев поступил на обучение в ПТУ №47 города Ангарска, которое успешно закончил в 1972 году, получив красный диплом. Был призван в ряды Советской Армии. После демобилизации, в 1975 году, Яковлев поступил в Иркутский политехнический институт, который на 4-м курсе в 1979 году бросил и перешёл работать в Иркутский театр музыкальной комедии монтировщиком сцены. Через два года его перевели в качестве артиста в хор, а в 1985 году он был зачислен в актёрский цех.
С тех пор Владимир Александрович сыграл множество ролей, среди которых самыми успешными можно считать:Маркиз Рикардо («Собака на сене»), Агроном («Быть женщиной – это прекрасно»), Боярин («Девичий переполох»),  Поль («Званый вечер с итальянцами»), Лопуцковский («Шельменко - денщик»), Князь («Граф Люксембург»), Менелай («Прекрасная Елена») и многие другие.
Владимир Яковлев является лауреат конкурса молодых артистов «Иркутская весна». В 1996 году Указом Президента Российской федерации ему было присвоено звание «Заслуженный артист России», а в 2004 году он стал «Народным артистом России».
В октябре 2011 года Яковлев дебютировал на сцене Санкт-Петербургского государственного театра Музыкальной комедии, где исполнил роль Ронсдорфа в оперетте И. Кальмана «Сильва». В 2013 году был удостоен, за роль Князя в оперетте Ф. Легара «Граф Люксембург», Высшей театральной премии Санкт-Петербурга «Золотой софит» в номинации «Лучшая мужская роль в оперетте».

## Награды и звания
- 1996 - Заслуженный артист Российской Федерации.
- 2004 - Народный артист Российской Федерации.
- Лауреат конкурса молодых артистов "Иркутская весна".
- 2013 - Театральная премия "Золотой софит", "Лучшая мужская роль в оперетте".